# 가부 (가족)
가부(家父, 라틴어: pater familias)는 라틴어로 '가족의 아버지'에서 유래되었으며, 고대 로마 시대, 오리엔트 사회에서 가정의 주체권을 확보한 사람을 가리킨다. 고대 로마 시대 가정사를 꾸릴 자유는 보장되었지만, 가정을 통솔할 자주권을 가질 '가부'의 존재를 전제로 했다. 당시 로마 시대에서는 나이, 사회적 지위, 부, 지식과 상관없이 아버지에 해당하는 모든 사람은 가장권의 중심이 되었다. 현대에는 가부가 아버지가 아닌 경제적 능력을 갖춘 사람이 가부가 될 수 있다. 당시 로마 시대에서 가부는 가정의 여성, 자식, 노예의 행동권을 판단하는 막강한 가부장적 권력을 가지고 있었다.
고대 로마 말기에는 가정 내에서의 권리 평등에 관한 법이 만들어지면서 가부의 성격을 띤 남성들의 수가 줄어들었다.

## 같이 보기
- 양자 (가족)